# Vic Laurens
Pour les articles homonymes, voir Laurens.
 (novembre 2009).
Si vous disposez d'ouvrages ou d'articles de référence ou si vous connaissez des sites web de qualité traitant du thème abordé ici, merci de compléter l'article en donnant les références utiles à sa vérifiabilité et en les liant à la section « Notes et références ».
Vic Laurens, né Victor Laurent d'Arpa, est un chanteur de rock 'n' roll, auteur, compositeur, né le 31 juillet 1945 à Tunis, de parents français d'origine sicilienne. Taille 1,85 m

## Biographie
À quatorze ans, Vic Laurens découvre le rock 'n' roll en écoutant Gene Vincent, The Everly Brothers, Rick Nelson, Little Richard, Eddie Cochran. Il crée son groupe, Les Vautours, qui enregistre plusieurs 45 tours et un album 33 tours 25 cm chez Festival : Tu me donnes, Tu peins ton visage, Le Coup du charme, etc.
Au bout de deux ans environ, Vic Laurens se sépare des Vautours pour une carrière solo, d'abord chez Festival puis chez Mercury. Dans l'émission Salut les copains sur Europe 1, au printemps 1963, il est sacré « Chouchou » durant trois semaines. Daniel Filipacchi récompense Vic Laurens en lui consacrant plusieurs pages, dont la couverture du magazine Salut les copains de juillet 1963. Ses chansons Je ne peux pas t'oublier, Quand je te suis des yeux, Pour toi, Sans vous je suis fou, C'est la vie ont également été des tubes à leur sortie et vont faire d'excellentes ventes. En août - septembre 1963, Vic Laurens est engagé par Jean Becker pour tourner dans le court-métrage Berthe et Blanche aux côtés de Gaby Morlay et Suzanne Dehelly.
Le 23 février 1965, Vic Laurens partage la scène de l'Olympia avec les Hornets, The Kinks et Johnny Rivers.
En 1973, Vic Laurens enregistre un unique single chez Decca Records, Je ne saurais vivre sans toi / Les montagnes Bleues, sous le pseudonyme Laurent Verlet.
Vic Laurens fait également partie de la tournée « Rock'n'Roll Legend », aux côtés de Danny Boy et ses Pénitents, Jean Veidly des Pirates, et Peter Conrad.
Il se produit souvent au Petit Journal Montparnasse.

## Cinéma
Septembre 1963 : Signé Berthe et Blanche, court-métrage de Jean Becker, avec Gaby Morlay et Suzanne Dehelly.

### Famille
Vic Laurens est le frère cadet de Tony d'Arpa, le guitariste rythmique du groupe Les Chaussettes Noires.